# Hydrosmecta dulcis
Hydrosmecta dulcis är en skalbaggsart som beskrevs av Thomas Casey 1910. Hydrosmecta dulcis ingår i släktet Hydrosmecta och familjen kortvingar. Inga underarter finns listade i Catalogue of Life.